# Berylliumhydroxid
Berylliumhydroxid, Be(OH)2, er en amfoterisk hydroxid, der er opløselig i både syrer og alkalier. Det produceres industrielt som et biprodukt i udvindelsen af berylliummetal fra malmen af beryl og bertrandit. Naturlig ren berylliumhydroxid er sjældent (i form af mineralet behoit, orthorhombisk) eller meget sjældent (clinobehoit, monoklin). Når alkali føjes til en berylliumsaltopløsning dannes α-formen (en gel). Hvis dette lades stå eller koges bundfælder den rombiske β-form sig. Denne har den samme struktur som zinkhydroxid, Zn(OH)2, med tetraedriske berylliumcentre.

## Fodnoter
1. ↑  Jessica Elzea Kogel, Nikhil C. Trivedi, James M. Barker and Stanley T. Krukowski, 2006, Industrial Minerals & Rocks: Commodities, Markets, and Uses, 7th edition, SME, ISBN 0-87335-233-5
2. ↑  Mindat, http://www.mindat.org/min-603.html
3. ↑  Mindat, http://www.mindat.org/min-1066.html
4. ↑  Mary Eagleson, 1994, Concise encyclopedia chemistry, Walter de Gruyter, ISBN 3-11-011451-8
5. ↑  Greenwood, Norman N.; Earnshaw, A. (1997), Chemistry of the Elements (engelsk) (2nd udgave), Oxford: Butterworth-Heinemann, ISBN 0-7506-3365-4{{citation}}:  CS1-vedligeholdelse: Flere navne: authors list (link)

| Kemi | Spire Denne artikel om kemi er en spire som bør udbygges. Du er velkommen til at hjælpe Wikipedia ved at udvide den. |